# Gris-gris (talismano)
Un gris-gris (o gri-gri o grigrì) è un amuleto vudù il cui scopo è quello di proteggere chi lo possiede dalla sfortuna o di attirare su di lui la buonasorte.
Possono essere utilizzati a tale scopo gli oggetti più svariati, tuttavia una forma molto popolare di gris-gris sono i cosiddetti "sachets", ovvero piccoli sacchettini di stoffa da portare sulla persona (in tasca o in borsa) all'interno dei quali sono stati posti, a seconda dello scopo per il quale il gris-gris è stato fabbricato, una serie di elementi: erbe, olii, pietre, pezzetti di ossa, terra di cimitero e così via. È uso comune personalizzare il gri-gris aggiungendo agli ingredienti elementi appartenenti alla persona che lo dovrà usare, in modo da rafforzare il legame tra   il sacchettino talismanico e il suo possessore: si usano comunemente a tale scopo frammenti di unghie, piccole ciocche di capelli e/o una goccia della saliva della persona che dovrà portare il talismano e così via.
Nella pratica hoodoo della Louisiana i gris-gris sotto forma di sachet vengono spesso chiamati "mojo".    